# 下条みつ
下条 みつ（しもじょう みつ、1955年12月29日 - ）は、日本の政治家。立憲民主党所属の衆議院議員（6期）、立憲民主党長野県連代表。元防衛大臣政務官。戸籍上の本名は下條 光康。
厚生大臣や参議院議員を歴任した下条進一郎の次男。祖父は文部大臣、参議院議員、貴族院議員を歴任した下条康麿。母方の祖父は日本経済団体連合会（経団連）の初代会長を務めた石川一郎。
父下條進一郎が理事長を務めていた、松本浅間カントリークラブの理事。

## 来歴
長野県松本市生まれ。千代田区立番町小学校、開成中学校・高等学校、信州大学経済学部卒業。大学卒業後、富士銀行に入行し、アメリカ合衆国での勤務も経験した。1990年、富士銀行を退職し、第2次海部改造内閣で厚生大臣に就任した父・進一郎の秘書官に転じる。進一郎の退任後は、証券会社に勤務。
2000年、第42回衆議院議員総選挙に民主党公認で長野2区から出馬したが、自由民主党前職の村井仁に敗れ、落選した。2003年、第43回衆議院議員総選挙に再び民主党公認で長野2区から出馬し、前回敗れた自民党の村井を下して初当選した（村井も比例復活）。2005年、第44回衆議院議員総選挙で再選。
2009年8月1日、23歳の男性秘書が運転する乗用車が他の乗用車に正面衝突する事故を起こし、同乗していた下条は胸の骨を折る全治1か月の重傷を負った。直後の第45回衆議院議員総選挙では、長野2区で自由民主党新人の務台俊介を大差で破り、3選を果たした。
2011年8月26日、菅直人首相が民主党代表辞任を正式に表明。菅の辞任に伴う代表選挙（8月29日投開票）では前原誠司の推薦人に名を連ねた。同年9月、野田内閣で防衛大臣政務官に任命され、野田第2次改造内閣まで務める。
2012年の第46回衆議院議員総選挙では、長野2区で前回破った自民党新人の務台に約3万票の大差で敗れ、重複立候補していた比例北陸信越ブロックでの復活もできず、落選した。2014年の第47回衆議院議員総選挙では、前回より得票数を減らし、再び自民党前職の務台に敗れ、落選した。
2017年の第48回衆議院議員総選挙に際しては、民進党の公認に加え、改憲や安全保障法制に反対する社会民主党や日本共産党の支援も受け、野党統一候補で長野2区から出馬する意向であったが、前原誠司民進党代表が9月27日、民進党を事実上解党し、希望の党からの立候補を容認する方針を表明。共産党系の市民団体の会合にも出席し、改憲反対を訴え連携してきたにもかかわらず、改憲や安全保障法制の容認を公約に掲げる希望の党からの下条の出馬に反発した社民党は、長野2区で独自候補を擁立し、共産党も支援を決めたため、長野2区における野党共闘路線は破綻。選挙戦では、復興大臣政務官在任中に豪雨の被害を受けた岩手県岩泉町の被災地を視察した際、水たまりを通るのに部下の官僚におんぶされた問題が尾を引く務台に逆風が吹き、下条、務台が横一線で並んでいたが、選挙区で務台を破り、5年ぶりに国政に復帰した。
2017年11月の希望の党共同代表選挙では、大串博志を支持したが、大串は玉木雄一郎に敗れた。
2018年5月7日、民進党・希望の党が合流し結党した国民民主党に参加した。
2020年8月24日、旧立憲民主党と旧国民民主党は、2つの無所属グループを加えた形で合流新党を結成することで合意。同年9月10日に行われた新「立憲民主党」の代表選挙では泉健太の推薦人に名を連ねた。
2021年10月31日の第49回衆議院議員総選挙で務台と日本維新の会公認の手塚大輔を破り、5選（務台は比例復活で当選）。枝野幸男代表の辞任に伴う代表選挙（11月30日実施）では泉健太の推薦人に名を連ねた。同年12月5日、立憲民主党長野県連代表に就任。
2024年9月23日に実施された代表選挙では枝野幸男の推薦人に名を連ねた。
2024年10月27日の第50回衆議院議員総選挙でも務台と手塚を破り、両者に比例復活を許さず6選。

## 家族・親族
父方の祖父は、内務官僚出身で、貴族院議員、参議院議員、文部大臣を務めた下条康麿であり、母方の祖父は、初代経団連会長を務めた石川一郎であるといういわゆるサラブレッドである。
元首相の中曽根康弘や、石川馨、石川六郎、中曽根弘文、中曽根康隆などと縁戚関係にある。

## 政策・主張

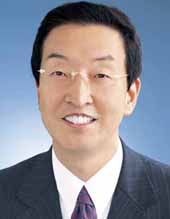
2009年撮影

- 第9条を含む日本国憲法の改正に反対[25]。なお下条は2017年の第48回衆議院議員総選挙に、第9条も含めた改憲論議の推進を公約に掲げた希望の党[26]から立候補したが、下条自身は希望の党からの出馬に否定的な支援者に対し「9条改憲反対、戦争反対はこれからも変わりません」と述べていた[27]。
- 原子力発電について「当面は必要だが、将来的には廃止すべき」としている[25]。
- 日本の核武装について「将来にわたって検討すべきでない」としており、非核三原則の「持ち込ませず」の部分についても「議論する必要はない」としている[25]。
- カジノの解禁に反対[25]。

## 不祥事

### 秘書へのパワハラ・暴行問題
2007年1月から下条事務所に勤務し、支援者回り等を担当していた私設秘書の男性に対し、度重なる精神的・肉体的な暴力行為、理不尽な暴言等のパワーハラスメント、秘書給与のピンハネ等を行っていたとされる。（下条側は否定）。2012年8月、私設秘書だった男性は国に対し、労働災害の認定を求め、名古屋地方裁判所に提訴。しかし事実証明ができず名古屋地方裁判所は請求を退けた。この他、2005年から2006年にかけて下条の秘書を務めていた別の男性も、週刊新潮の取材に対し、下条の暴行や暴言を証言した。

### 民団団長から計310万円の資金提供
2008年から2010年までの間、在日本大韓民国民団団長（当時）の呉公太から、呉が自身の通名である「呉本公太」の名義で経営する企業を通じ、パーティー券の購入により計310万円の資金提供を受けていた。呉は同年5月、李明博韓国大統領（当時）に面会し、日本における在日韓国人への地方選挙権付与へのさらなる支援や協力を求めており、下条自身も選挙権付与に賛成の立場であった。この問題は下条が野田内閣の防衛大臣政務官在任中に発覚し、在日外国人のパーティー券の購入は違法ではないものの、菅直人や野田佳彦ら、政権幹部が外国人から資金提供を受けていた例が相次いで発覚していたため、不適切さが指摘された。

### 事実誤認発言
2005年、耐震強度の偽装が発覚した神奈川県藤沢市のマンションについて、「水増しした生コンが使われた」などと発言したが、その後の調査によれば同マンションのコンクリートの強度には問題がなく、コンクリートを納入した業者から名誉棄損で告訴された。2011年11月24日、横浜地方裁判所は原告側の主張を認め、被告である下条に550万円の賠償命令を下した。

## 選挙歴
| 当落 | 選挙                   | 執行日         | 年齢 | 選挙区      | 政党       | 得票数     | 得票率 | 定数 | 得票順位 /候補者数 | 政党内比例順位 /政党当選者数 |
| ---- | ---------------------- | -------------- | ---- | ----------- | ---------- | ---------- | ------ | ---- | ------------------ | ---------------------------- |
| 落   | 第42回衆議院議員総選挙 | 2000年06月25日 | 44   | 長野県第2区 | 民主党     | 8万1710票  | 32.66% | 1    | 2/4                | 4/3                          |
| 当   | 第43回衆議院議員総選挙 | 2003年11月09日 | 47   | 長野県第2区 | 民主党     | 10万8397票 | 43.01% | 1    | 1/4                | /                            |
| 当   | 第44回衆議院議員総選挙 | 2005年09月11日 | 49   | 長野県第2区 | 民主党     | 12万4973票 | 46.74% | 1    | 1/5                | /                            |
| 当   | 第45回衆議院議員総選挙 | 2009年08月30日 | 53   | 長野県第2区 | 民主党     | 15万8666票 | 55.89% | 1    | 1/6                | /                            |
| 落   | 第46回衆議院議員総選挙 | 2012年12月16日 | 56   | 長野県第2区 | 民主党     | 6万4278票  | 27.27% | 1    | 2/5                | 7/2                          |
| 落   | 第47回衆議院議員総選挙 | 2014年12月14日 | 58   | 長野県第2区 | 民主党     | 6万3558票  | 31.08% | 1    | 2/4                | 5/3                          |
| 当   | 第48回衆議院議員総選挙 | 2017年10月22日 | 61   | 長野県第2区 | 希望の党   | 7万8343票  | 35.47% | 1    | 1/4                | /                            |
| 当   | 第49回衆議院議員総選挙 | 2021年10月31日 | 65   | 長野県第2区 | 立憲民主党 | 10万1391票 | 47.52% | 1    | 1/3                | /                            |
| 当   | 第50回衆議院議員総選挙 | 2024年10月27日 | 68   | 長野県第2区 | 立憲民主党 | 9万8664票  | 48.39% | 1    | 1/3                | /                            |

## 系譜
下條家（長野県下伊那郡下條村、松本市）
高祖父・通春は松本藩の御典医、曽祖父・鋼吉は医師。祖父・康麿は貴族院議員と文部大臣を務め、父・進一郎は厚生大臣を務めた。
```
通春━━鋼吉━━康麿━━進一郎━━みつ

```

## 所属している団体・議員連盟
- 消費税減税研究会
- 人権擁護法案から人権を守る会
- パチンコ・チェーンストア協会（政治分野アドバイザー）

## 旧統一教会との関係
『やや日刊カルト新聞』にて、2016年開催の天宙平和連合「祖国郷土還元日本大会」に祝電を送った旨の報道（2017年10月26日当時のアーカイブ）があったが、このイベント自体開催された痕跡がなく、2022年8月2日に立憲民主党から発表された「立憲民主党の旧統一教会とのかかわり調査結果」の中では『やや日刊カルト新聞』の「事実誤認」とされた。なお『やや日刊カルト新聞』からも下条に関する記述（複数箇所）は削除されている（2022年9月現在）。